# E3-Strand
 (septembre 2014).
Si vous disposez d'ouvrages ou d'articles de référence ou si vous connaissez des sites web de qualité traitant du thème abordé ici, merci de compléter l'article en donnant les références utiles à sa vérifiabilité et en les liant à la section « Notes et références ».
Pour les articles homonymes, voir E3.
L'E3-Strand en français : « Plage de l'E3 » est une base nautique de la commune d'Eersel dans la province néerlandaise du Brabant-Septentrional.

## Origine
Le nom du site provient de la route européenne 3 « E3 ». Si cette dénomination désigne aujourd'hui l'itinéraire reliant Cherbourg à La Rochelle en France, elle désignait avant la réforme de la numérotation des voies en 1975 la liaison entre Stockholm et Lisbonne. Son tracé passait immédiatement à l'est du plan d'eau de la base nautique.

## Aménagement
La base nautique est aménagée pour la baignade. Le visiteur doit s'acquitter d'un droit d'accès à l'entrée du site pour y accéder.
Jusqu'en 2010 la plage a disposé d'un secteur réservé à la pratique du naturisme ; cette section est depuis fermée.
Depuis 2009, il s'y déroule chaque année en juillet l'événement gabber et hardstyle « Dominator » qui attire plusieurs dizaines de milliers de personnes chaque année.